# Camisa incandescent

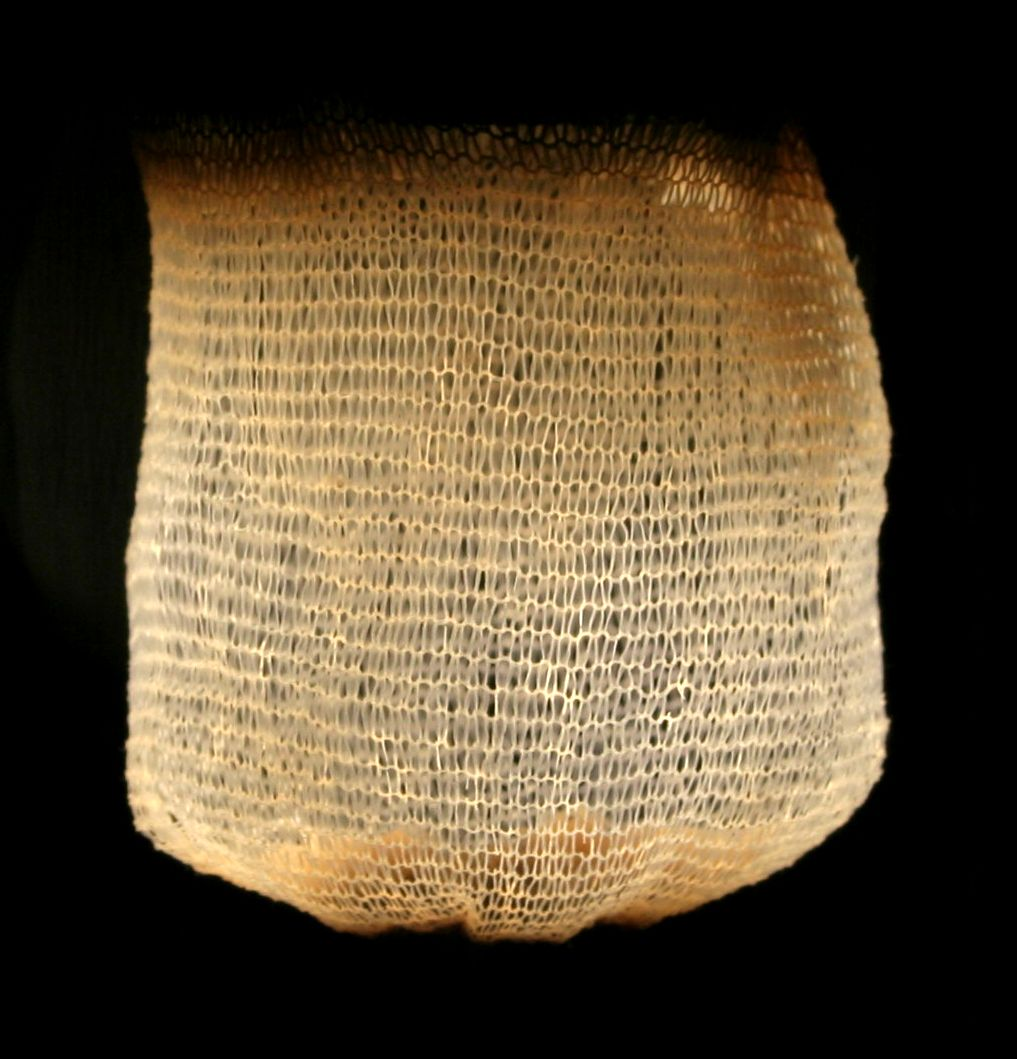
Una camisa incandescent

Una camisa incandescent o maneguet incandescent és un dispositiu que genera una llum blanca molt brillant quan és escalfat per una flama. Consisteix en una malla de teixit (avui dia, cotó - niló) impregnada en una dissolució de nitrat de tori al qual s'afegeixen altres metalls amb diferents objectius, per exemple el ceri augmenta la brillantor de la llum emesa mentre que el beril·li augmenta la resistència de la camisa. Avui dia encara s'utilitza en llanternes de càmping portàtils, llums de querosè i algunes làmpades d'oli.
A principis del segle xxi el tori es va substituir per l'itri, ja que el diòxid de tori és radioactiu, per motius de seguretat per als treballadors que intervenien en el procés de fabricació es va substituir per l'itri encara que, no obstant això, la seva utilització pels usuaris plantejava un risc mínim per a la salut.

## Història
La camisa incandescent de gas moderna va ser un dels molts invents de Carl Auer von Welsbach, un químic que va estudiar les terres rares en la dècada de 1880 i que havia estat alumne de Robert Bunsen. Ignaz Kreidl va treballar amb ell en els seus primers experiments per crear la camisa de Welsbach. El seu primer procés va utilitzar una barreja de 60% d'òxid de magnesi, 20% d'òxid de lantani i 20% d'òxid d'itri, al que va anomenar "Actinophor" i el va patentar en 1885. Aquests mantells originals emetien una llum de color verd i no van tenir gaire èxit. La primera empresa de Carl Auer von Welsbach es va establir a Atzgersdorf en 1887, però va fer fallida el 1889. En 1890 va descobrir que el tori era superior al magnesi i el 1891 va perfeccionar una nova barreja de diòxid de tori al 99% i diòxid de ceri a l'1 % que donava una llum molt més blanca i va produir un maneguet més resistent. Després d'introduir comercialment aquesta nova camisa el 1892, es va estendre ràpidament per tot Europa. La camisa incandescent de gas va seguir sent un element important en l'enllumenat públic fins a la introducció generalitzada de la il·luminació elèctrica a principis del 1900.